# Ford 1941
El Ford 1941, fue un vehículo fabricado por Ford Motor Company en Estados Unidos, a partir del año 1941.

## Historia
El modelo de Ford 1937 que fue fabricado hasta el año 1940, deja su lugar al Ford 1941, totalmente diferente en su diseño, este nuevo modelo era mucho más grande y con líneas estéticas muy bien logradas. Ford lo saca al mercado con dos tipos de motores, el clásico V-8 y los seis cilindros en línea. Fue un vehículo más veloz que los creados con anterioridad, la suspensión fue mejorada, lo mismo que en su confort, haciendo de él un coche más silencioso y suave, ya que se introdujeron sistemas de aislación y resortes en los asientos para permitirle mayor suntuosidad. Las líneas eran envolventes y redondeadas.
La llave de arranque tenía un sistema de bloqueo con el volante, para darle seguridad, además del arranque eléctrico tenía una palanca, que se podía utilizar para desaflojar las tuercas de las ruedas y para darle arranque manual en caso de que la batería estuviera muerta, la misma se introducía en un pequeño agujero situado en el frente del vehículo, permitiendo acoplar al motor, este sistema manual de arranque tenía un desbloqueo de seguridad.

### Historia comercial
La Ford Motor Company, detiene la fabricación de vehículos para la venta el 10 de febrero de 1942, por la implicancia de Estados Unidos en la Segunda Guerra Mundial, no obstante ello se alcanzaron a producir muchos vehículos Ford 1942 hasta el cierre de la fábrica, para empezar a producir artículos para las Fuerzas Armadas de los Estados Unidos.
Las camionetas siguieron fabricándose hasta el 3 de marzo de ese año 1942. El modelo había sufrido algunos cambios cosméticos, por ejemplo la parrilla que tenía la forma de una máquina de afeitar y se mejoraron los sistemas de suspensión, haciéndolo aún más suave que el anterior modelo.
Ford produjo de estos vehículos para ser afectados al gobierno y al ejército, en tiempos de guerra, fue el modelo de 1942, que lo fabricó hasta el año 1945.
La producción civil se reanuda en el mes de julio de 1945 y se lanza un modelo mejorado estéticamente para atender un público deseoso por los automóviles, lo que sería el adelantamiento del Ford 1946, incorporando un motor de mayor fuerza y sacando un modelo con laterales hecho en madera.
En el año 1947 Ford saca un nuevo modelo mejorando más la estética, incluyendo detalles de molduras y comienzan a salir con luces de estacionamiento, al incorporar dos pequeños faros por debajo de los faros principales y aparecen los cubre llantas.
El año 1948 fue el último año para el viejo estilo de Ford, con un modelo completamente nuevo lanzado hacia la mitad del año. El convertible de madera terminaría este año con tan sólo 28 vehículos construidos, (el station wagon de madera sería reemplazado con el acero para la temporada 1949).
El antagonista, Biff Tannen, de la película Volver Al Futuro poseía este modelo de automóvil en versión convertible en sus años de adolescente, mismo que impactó 2 veces con un camión de estiércol.

## Galería de imágenes

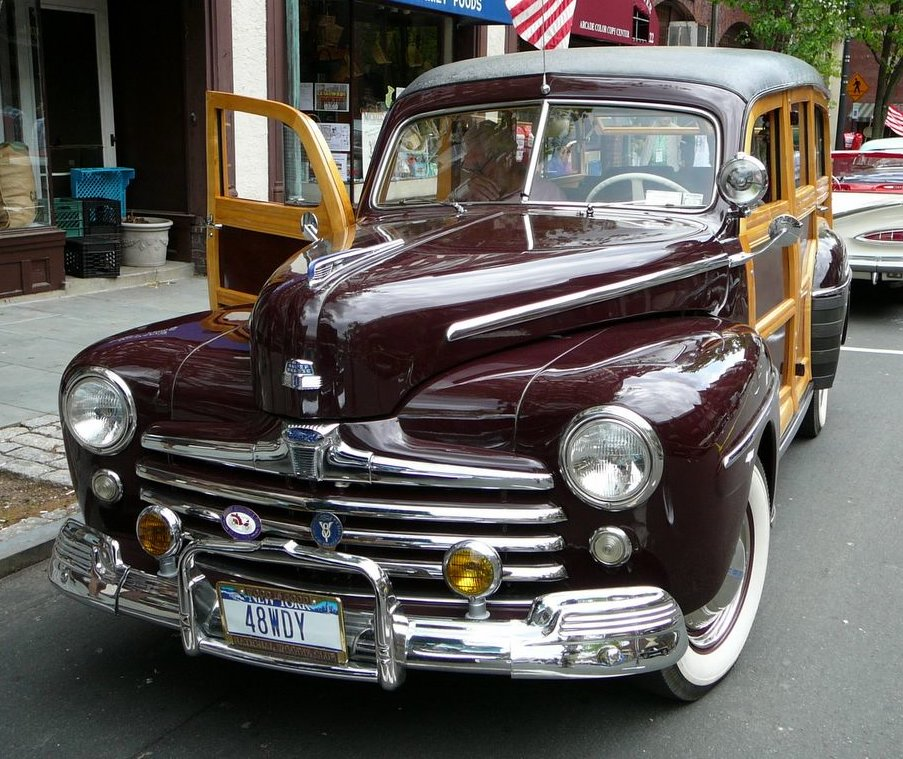
Ford 1948 Station Wagon
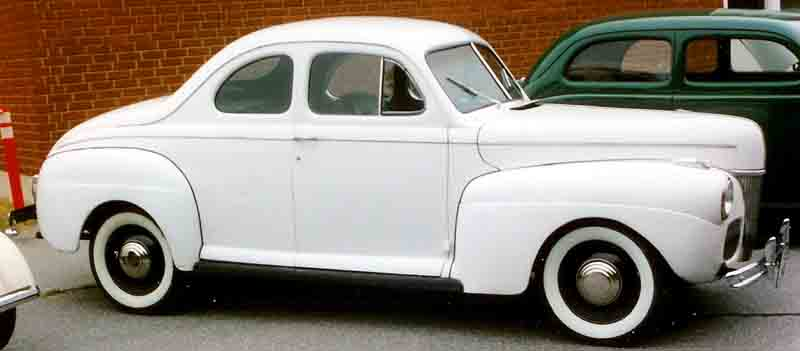
Ford 1941 Cupé
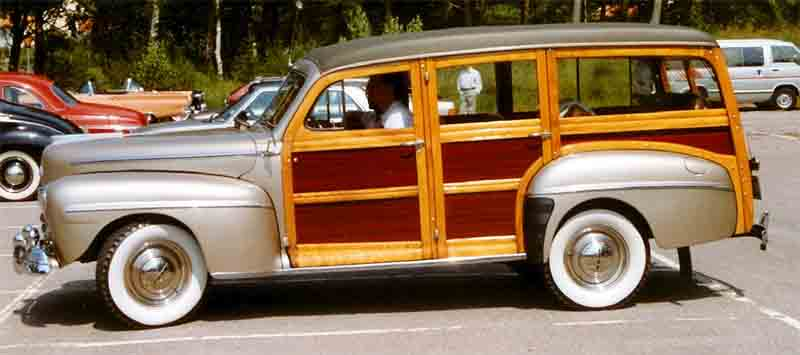
Ford 1947 V-8 Station Wagon
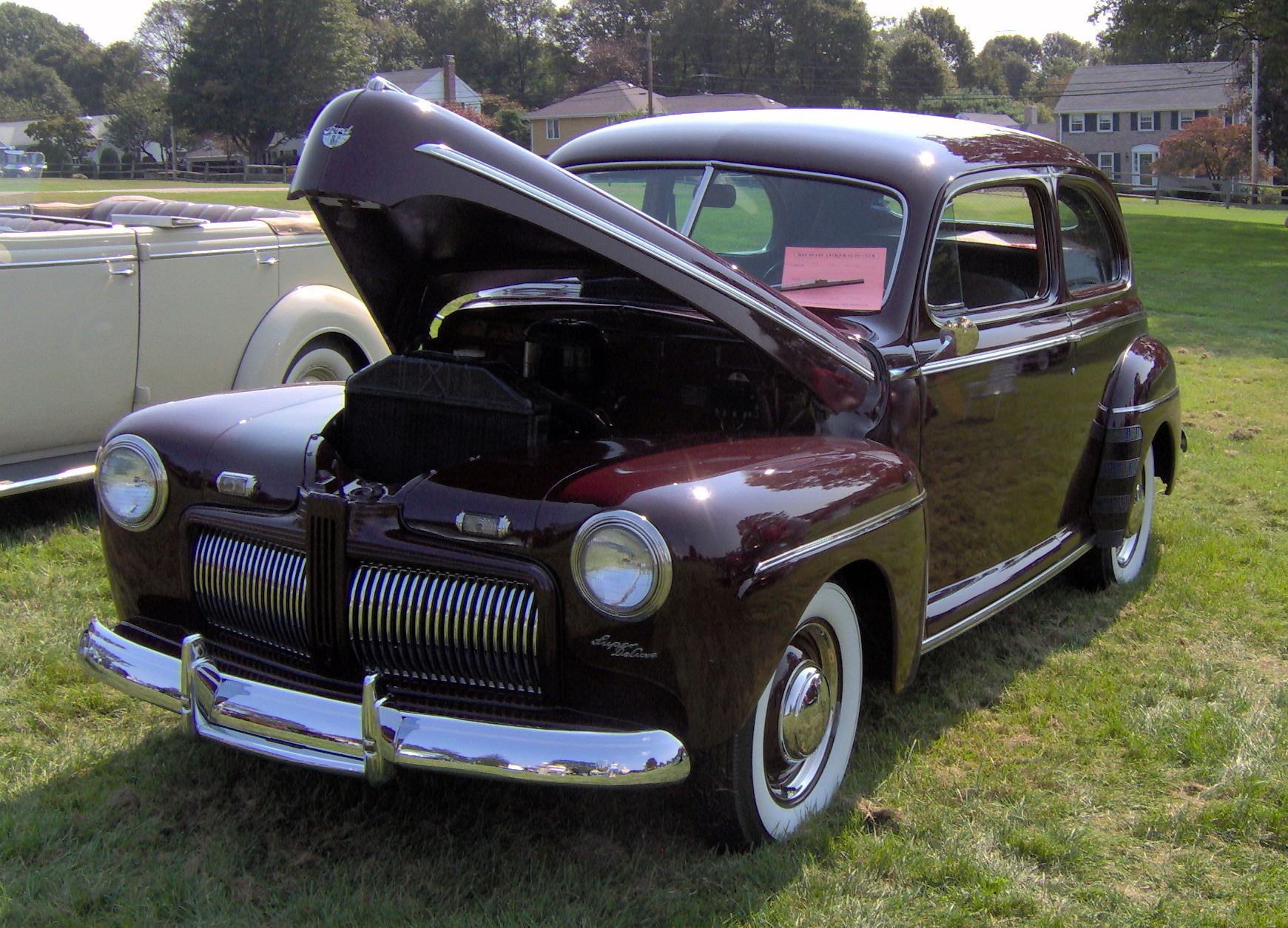
Ford 1942 super de lujo
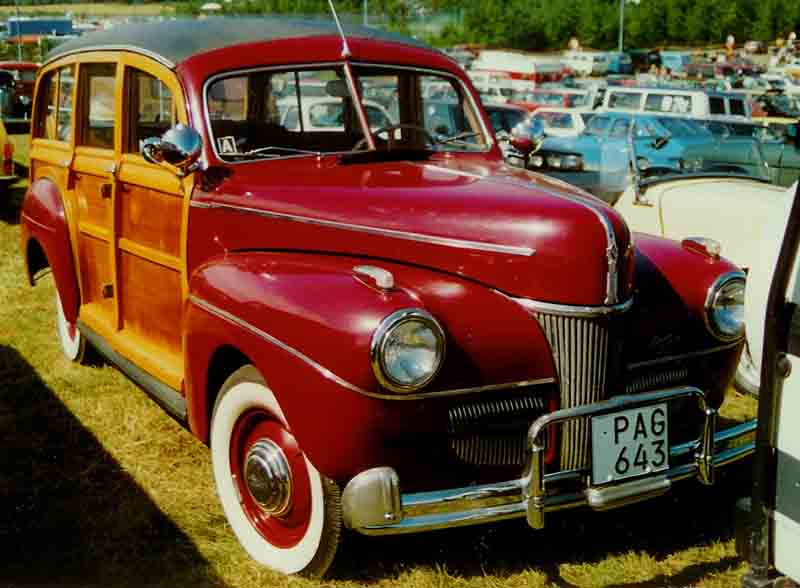
Ford 1941 Station Wagon
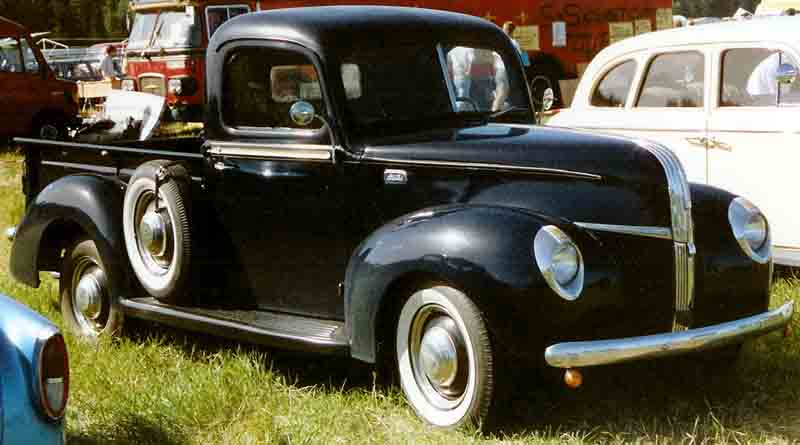
Ford 1941 camioneta
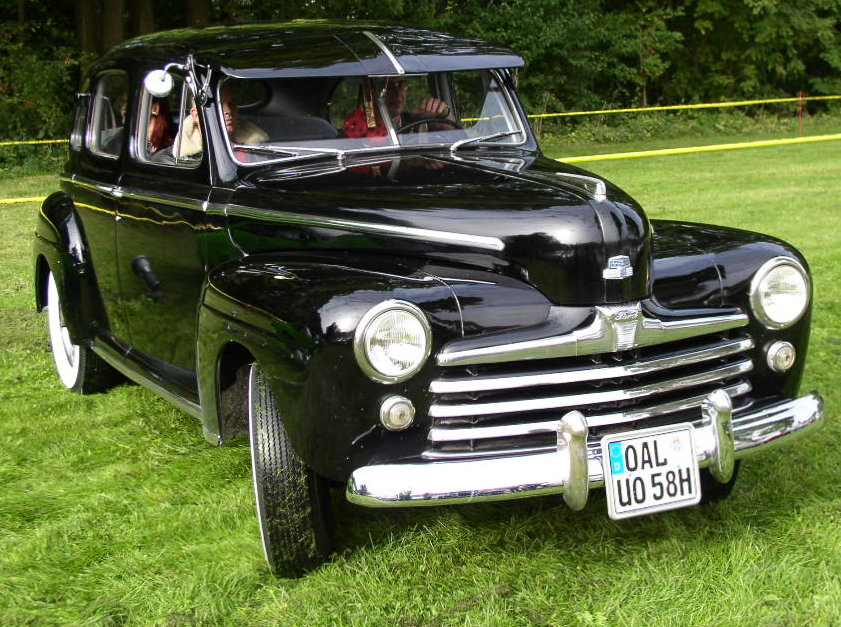
Ford 1947 Super de lujo
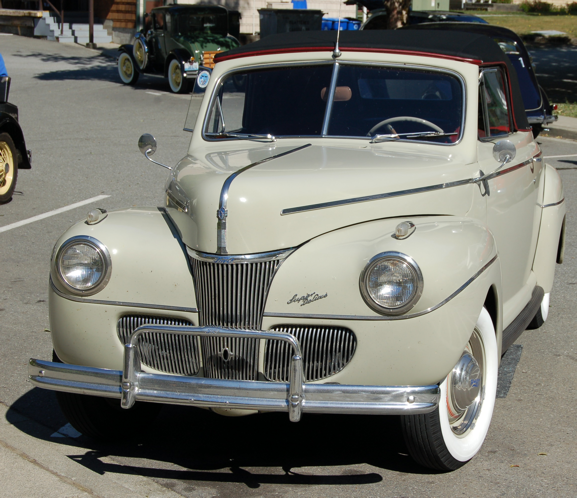
Ford 1941 convertible super de lujo